# Miconia floccosa
Miconia floccosa es una especie de planta fanerógama en la familia de Melastomataceae. Es endémica de Perú. 

## Taxonomía
Miconia floccosa fue descrita por Alfred Cogniaux y publicado en Botanische Jahrbücher für Systematik, Pflanzengeschichte und Pflanzengeographie 42: 140. 1908.
Etimología
Miconia: nombre genérico que fue otorgado en honor del botánico catalán Francisco Micó.
floccosa: epíteto latíno que significa "lanosa"